# Inhibiteur de la recapture de la dopamine, de la sérotonine et de la noradrénaline

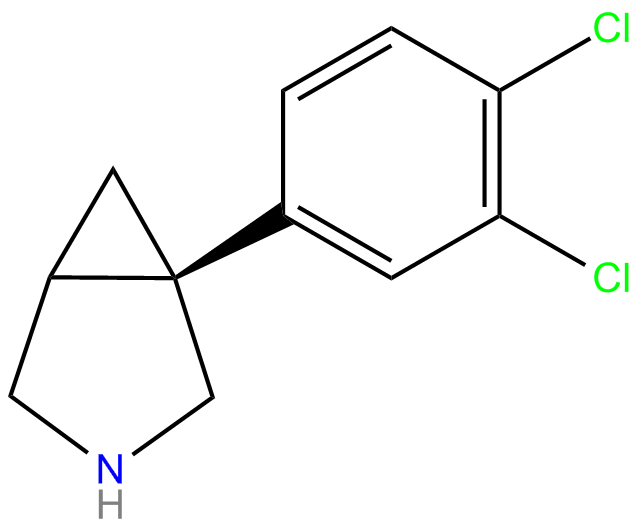
Un inhibiteur triple.

Les inhibiteurs de la recapture de la dopamine, de la sérotonine et de la noradrénaline, aussi appelés inhibiteurs triples, sont une classe d'antidépresseurs qui vont ralentir la recapture de la dopamine par son transporteur : le DAT, la recapture de la sérotonine par le SERT, et la recapture de la noradrénaline par son transporteur : le NET, ce qui va augmenter leur taux dans la fente synaptique.
Cette classe de médicaments n'existe pas encore en France mais existe aux États-Unis.